# Zabytkowy cmentarz w Miszkowicach
Zabytkowy cmentarz w Miszkowicach – znajdujący się w powiecie kamiennogórskim w Miszkowicach.
Owalny, rzymskokatolicki, przykościelny cmentarz, założony pod koniec XVI i w 1 połowie XVIII w., otoczony murem kamiennym z 1735 r. Na murze od wewnątrz i na ścianie  kościoła Wszystkich Świętych są płyty nagrobne z XVIII-XIX w.  